# Virágos
Virágos (németül Blumenau vagy Wiraagisch) egykor önálló Baranya vármegyei község, 1950 óta Villány része.

## Fekvése
Villánytól 1,5 kilométerre keletre, a Karasica-patak bal partján található, a Középrigóc–Villány-vasútvonal és a Pécs–Mohács-vasútvonal közös nyomvonala, a Villány–Magyarbóly-vasútvonal és a várost délkeletről elkerülő 5701-es út által közrefogott területen. Villány központjával az 5705-ös út, déli szomszédjával, Magyarbóllyal(és azon keresztül Mohács térségével) az 5702-es út köti össze.

## Története
A 14. században említették először a falut, lakói magyarok voltak. A török hódoltság alatt elnéptelenedett.
A 18. század közepén betelepült svábok újraalapították. Egyházilag az 1739-ben alapított Német Márok plébánia leányegyháza volt. 1748-ban már 21 német telepes család élt a faluban. Később további telepesek érkeztek Tolna evangélikus falvaiból az 1746–1754-es években.
Vályi András szerint „VIRÁGOS. Német falu Baranya Várm. a’ Bolyi Uradalomhoz tartozandó, lakosai katolikusok, fekszik Villányhoz 2/4 órányira; földgye két nyomásbéli, szép tiszta búzát, zabot, és kukoritzát terem, ’s 6–7 lábnyi hoszszaságú kendert, erdeje van, legelője kitsiny, kertyeikben teremni szokott fenyérrel tartyák marháikat.”
Fényes Elek szerint „Virágos, német falu, Baranya vmegyében, 270 kathol., 10 evang. lak., burgonytermesztéssel. F. u. gr. Batthyáni Iván. Ut. p. Lapáncsa.”
1896-ban 341, 1941-ben pedig már 409 lakója volt. Két zsidó család kivételével az összes lakos német és római katolikus volt. Az 1944-ben a II. világháborús cselekmények következtében 18 német család Németországba, nevezetesen  Freisingba, Bajorországba menekült.
1950-ben Villányhoz csatolták.

## Külső hivatkozások
- Virágos története (németül)